# Les Champeaux
Les Champeaux – miejscowość i gmina we Francji, w regionie Normandia, w departamencie Orne.
Według danych na rok 1990 gminę zamieszkiwało 101 osób, a gęstość zaludnienia wynosiła 10 osób/km² (wśród 1815 gmin Dolnej Normandii Champeaux plasuje się na 785. miejscu pod względem liczby ludności, natomiast pod względem powierzchni na miejscu 500.).